# Tavarnuzze
Tavarnuzze è una frazione del comune di Impruneta.
Il paese sorge nel punto dove la via Imprunetana confluisce nella via Cassia. Da Firenze attraverso Porta Romana e percorrendo via Senese, attraversato il Galluzzo, si arriva a Tavarnuzze.

## Geografia fisica
Il territorio di Tavarnuzze è pianeggiante, circondato dalle colline del Chianti. Il fiume che la attraversa è la Greve, lunga circa 43 km, che nasce dal monte Querciabella passa da Greve in Chianti e confluisce in Arno a Ponte a Greve.
Il territorio di Tavarnuzze ha una superficie di 1,65 km². Conta circa 4 800 abitanti tra cui 1400 stranieri.

## Storia
Il nome "Tavarnuzze" indica che sul luogo, essendo un punto di passaggio, avevano sede alcuni luoghi di ristoro per i viaggiatori, fino all'alto Medioevo. L'originario nome del paese era infatti "Tavernuzze" perché i primi locali che furono costruiti erano taverne, che sorgevano sulla sponda destra della Pescina (torrentello che scende da Impruneta). L'attuale territorio del paese rientrava quasi interamente nel piviere dell'Impruneta, (popoli di S. Piero a Montebuoni e S. Lorenzo alle Rose); e in parte nel piviere di Giogoli, (popoli di S. Maria a Colleramole e S. Cristofano a Viciano). Alla fine dell'Ottocento a Tavarnuzze c'erano diverse botteghe, la stazione del tram, una scuola, un'importante industria della paglia e un'attività estrattiva nelle cave di pietra serena di Poggio a' Grilli e di Montebuoni, anche l'attività agricola era fiorente. Il 3 aprile 1893 fu inaugurata la tramvia che collegava Tavarnuzze a Porta Romana, il tracciato della tramvia passava nel centro del paese e, oltrepassato di un chilometro circa l'abitato, presso la località Molino del Diavolo, dalla linea tranviaria si diramava un raccordo che si collegava alle cave di Poggio a' Grilli, consentendo di poter inviare notevoli quantitativi di pietrame verso Firenze. Con il passare del tempo la tramvia venne usata sempre meno fino a cessare l'attività nel 1935. A metà del 1900 il paese iniziò a crescere e raggiunse in breve i tremila abitanti. La chiesa di Montebuoni non sembrò più sufficiente e nel 1955 si iniziò la costruzione della nuova chiesa intitolata al Sacro Cuore di Gesù lungo la via Imprunetana, sotto la guida dell'arch. Tullio Rossi; la consacrazione avvenne il 19 settembre 1959. Per volere del parroco, Don Giovanni Chellini, accanto alla chiesa nacque la Scuola Materna Parrocchiale con i locali per il Circolo Cattolico e la Sala del Cinema inaugurata il 25 settembre 1967. Nel decennio tra il 1960 e il 1970 si ebbe un'espansione dell'edilizia residenziale e la realizzazione della Superstrada Firenze-Siena che incise molto nella vita del paese. Con l'alluvione del 1966 crollò il ponte che collegava la via Cassia con le cave di Poggio a' Grilli, tale opera non è stata mai ricostruita, dopo questo fatto l'attività, già in crisi, decadde definitivamente, mettendo fine ad un'importante fonte di lavoro e ad un punto di attività ricreative molto frequentato dalla popolazione: sul luogo erano presenti un tiro a volo e dei punti di ristoro.

## Monumenti e luoghi d'interesse
- Chiesa del Sacro Cuore di Gesù
- Chiesa di San Lorenzo alle Rose

## Infrastrutture e trasporti
I collegamenti con Firenze sono svolti dalla società Autolinee Toscane.
Dal 1890 al 1935 i collegamenti con Firenze, San Casciano val di Pesa e Greve in Chianti furono assicurati dalla tranvia del Chianti, che a Tavarnuzze aveva una delle stazioni.

## Sport
La squadra principale è l'Impruneta Tavarnuzze,che milita in Seconda Categoria